# Denise Carvenne
Denise Carvenne est une comédienne d'origine belge, née Jeanne, Émilie, Ghislaine Défense à Saint-Gilles, en Belgique, le 12 novembre 1918 et morte par suicide à Paris le 28 mai 1980.

## Biographie
Après avoir fait à Bruxelles, des études d'arts décoratifs, Denise Carvenne a suivi, à Paris, les cours d'art dramatique de Marcel Herrand et d'Andrée Bauer-Thérond.
Elle a participé à une vingtaine de films des années 1950, essentiellement en costumes d'époque ou de série B. Retirée des écrans au début de la décennie suivante, elle s'est suicidée en 1980.
Mariée à Robert Gripekoven (né en 1910), il est retrouvé mort en même temps qu'elle en leur domicile, 34 quai de Béthune.

## Filmographie
- 1954 : Nana de Christian-Jaque
- 1954 : Port du désir d'Edmond T. Gréville
- 1955 : Frou-Frou d'Augusto Genina
- 1955 : Nous n'irons plus aux bois de Ivan Govar
- 1955 : Mademoiselle de Paris de Walter Kapps
- 1955 : Marie-Antoinette, reine de France de Jean Delannoy
- 1955 : Les Nuits de Montmartre de Pierre Franchi
- 1955 : La Rue des bouches peintes de Robert Vernay
- 1955 : Si Paris nous était conté de Sacha Guitry : Madame Elisabeth
- 1955 : Notre-Dame de Paris de Jean Delannoy
- 1956 : Ah ! Quelle équipe de Roland Quignon
- 1956 : L'Aventurière des Champs-Élysées de Roger Blanc
- 1957 : Le Temps des œufs durs de Norbert Carbonnaux : la caissière
- 1957 : Une nuit au Moulin Rouge de Jean-Claude Roy
- 1957 : La Femme et le Pantin de Julien Duvivier
- 1958 : Maigret tend un piège de Jean Delannoy
- 1958 : Nuits de Pigalle de Georges Jaffé : la tenancière
- 1959 : Chaque minute compte de Robert Bibal
- 1960 : Fortunat d'Alex Joffé
- 1960 : Les Vieux de la vieille de Gilles Grangier : la dame en voiture